# Réserve naturelle de Krøsstjernåsen
La réserve naturelle de Krøsstjernåsen  est une réserve naturelle norvégienne et un site Ramsar  qui est située dans le municipalité de Tønsberg, dans le comté de Vestfold.

## Description
La réserve naturelle de 0,014 km2 a été créée en 1980.
Krøsstjernåsen est une forêt de feuillus au caractère original. La réserve naturelle est peut-être la zone de conservation la plus anonyme du comté. Il est niché dans un fond de vallée aux pentes abruptes. Il n'y a pas de route ou de chemin à travers la région.
Le but de la protection est de préserver une forêt d'ormes et de tilleuls avec son caractère originel. La zone présente un intérêt géologique quaternaire (gisement "skjæljastein").